# 外骨格

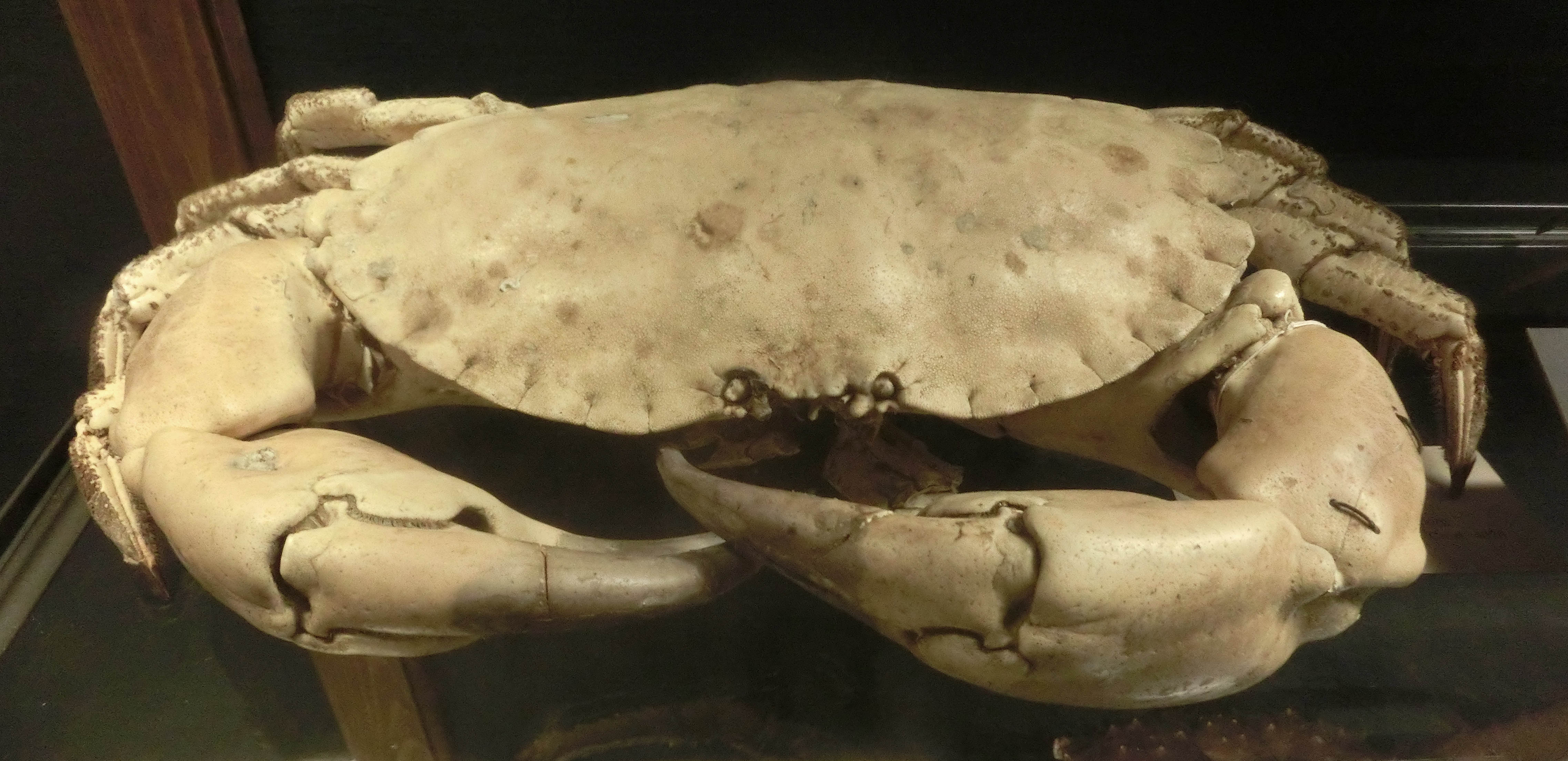
ヨーロッパイチョウガニ（節足動物：甲殻類）の外骨格

外骨格（がいこっかく、英語: exoskeleton）は皮膚骨格とも呼ばれる骨格構造のこと。内骨格の対義語として使われ、皮膚に付属するように形成される骨格を指す。体を支えると同時に身を守る機能も果たしている。昆虫や甲殻類などの節足動物の硬いクチクラ、貝類などの軟体動物の貝殻、および腕足動物の殻が含まれる。また、カメの甲羅のような内骨格が露出したものや、魚類や爬虫類の鱗のような骨格ではないものも、内骨格と対比して広義に外骨格と呼ばれることもある。

## 節足動物の外骨格

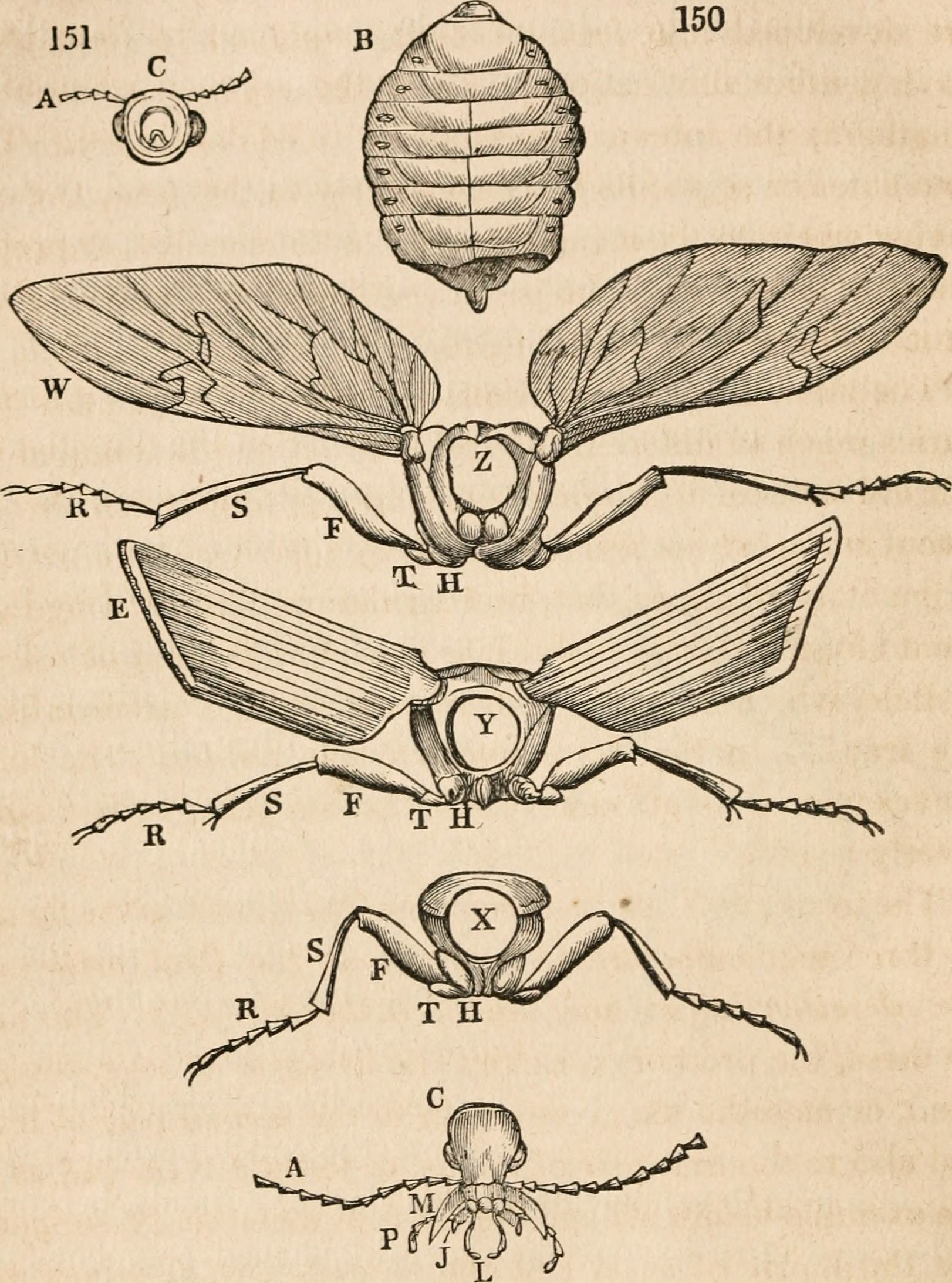
昆虫の頭部（C）、胸部（X, Y, Z）と腹部（B）の外骨格
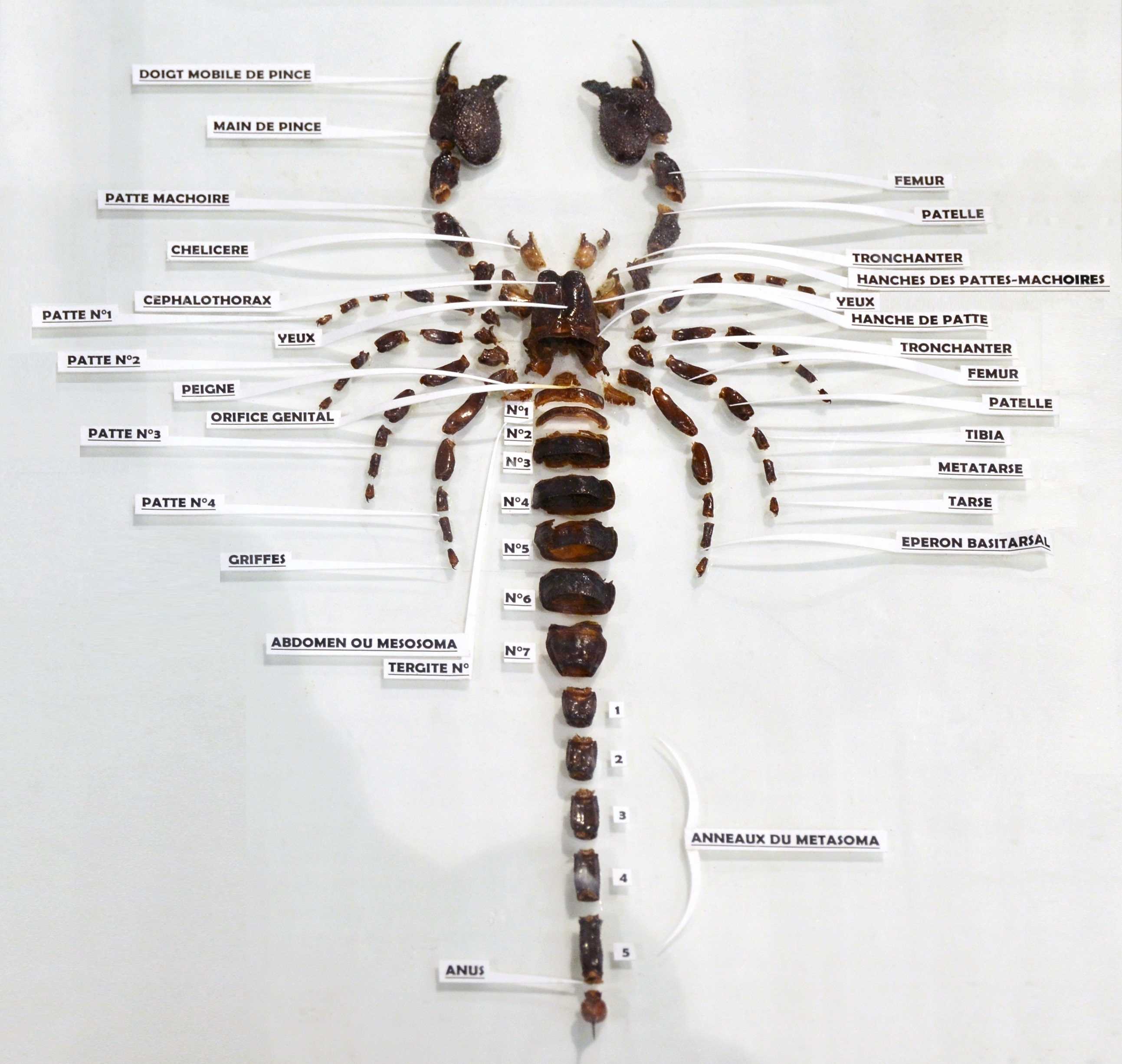
サソリの外骨格
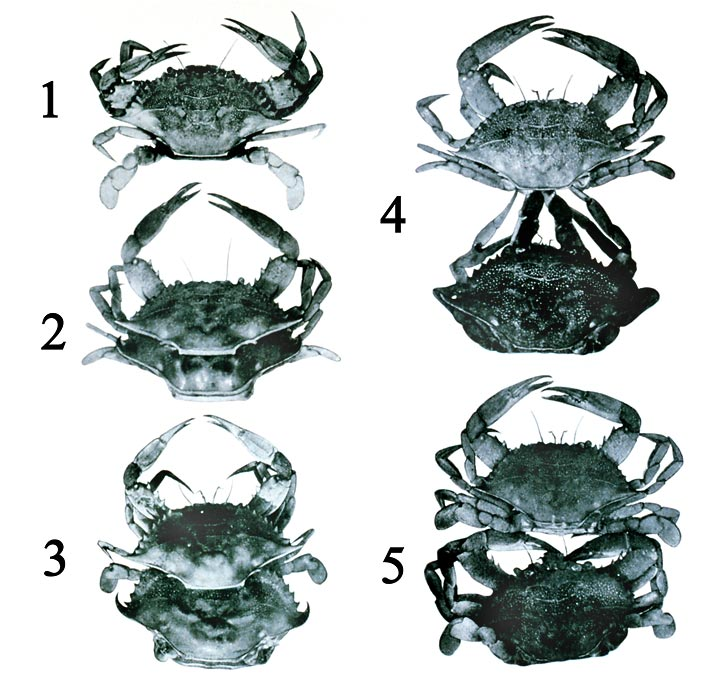
カニの脱皮

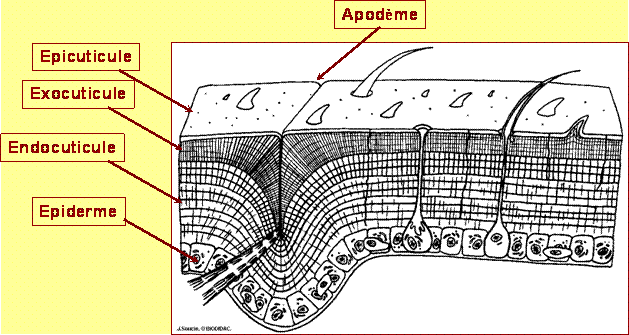
節足動物の外骨格と腱の断面

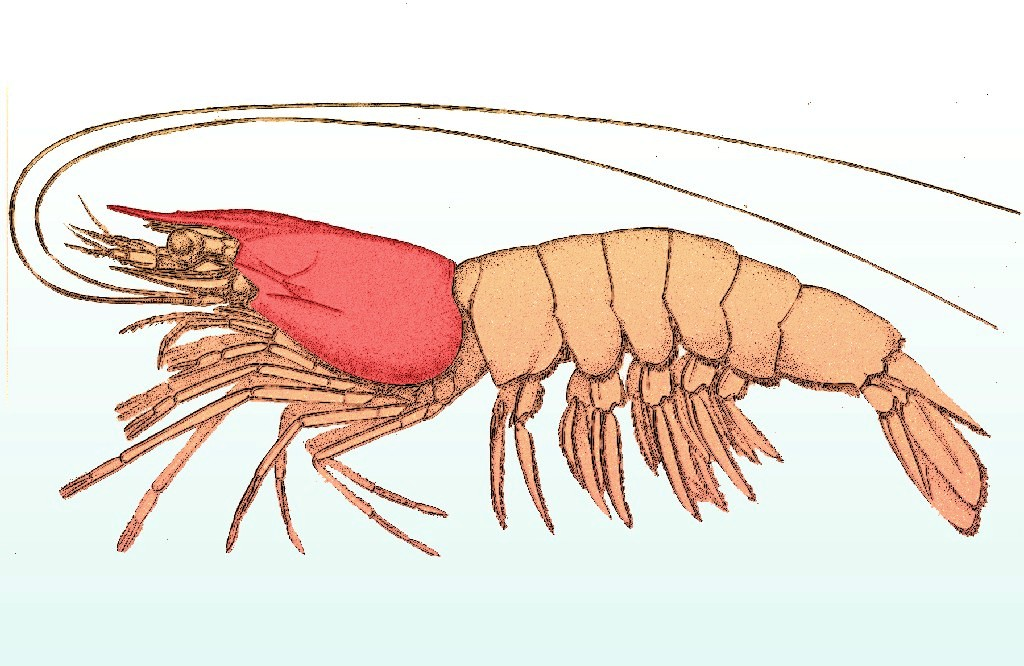
エビの背甲（赤色ハイライト）

節足動物はほぼすべてがクチクラでできた外骨格を有し、キチン質で、原則として関節で複数のユニットに分かれている。例えば体節は上下に背板（tergite）や腹板（sternite）などという板状の外骨格に、脚などの付属肢（関節肢）は肢節（podomere）という円筒状の外骨格に分かれ、運動性に優れたものが多い。体を支えて外敵から内部構造を守る以外にも、水棲種の場合は水圧の変化にも対応し、陸棲種の場合は表面に蝋を分泌して体内の水分を保持する役割も果たしている。なお、この外骨格は成長と共に大きくならず、他の脱皮動物と同様、代わりに既存の外骨格の内側から新しい外骨格を形成し、脱皮で古い外骨格を抜き捨てて成長する。
隣接した外骨格の関節部分は蛇腹様の構造をとり、可塑性をもつクチクラ（節間膜 arthrodial membrane）に覆われ、特に関節肢はピボット状の支点（関節丘 condyle）で連結される場合が多い。1つの関節における関節丘が1つ（単関節丘）の場合は様々の方向に動けるが、1対（双関節丘）の場合は蝶番（pivot joint）のように1つ水平面で安定に折り曲げる。外骨格の内部には、腱に相当するクチクラ質の内骨格（internal tendon, apodeme）が内側に突出しており、それを筋肉で引っ張ることによって各部を動かすことができる。また、隣接した外骨格は関節周辺から潤滑物質を分泌することで、関節の摩擦を抑えることも知られている。
体の複数体節をまとまった部分（合体節）は節融合が進み、単体の外骨格に覆われる場合が多いが、その融合の程度は分類群により異なる。例えば昆虫などは頭部の体節のみ外骨格が一体化しているが、一部の甲殻類、例えばカニやエビなどの十脚類では頭部と胸部がまとめて頭胸部を形成し、背面が大きな甲羅状の外骨格（背甲）に覆われている。

## 軟体動物の外骨格

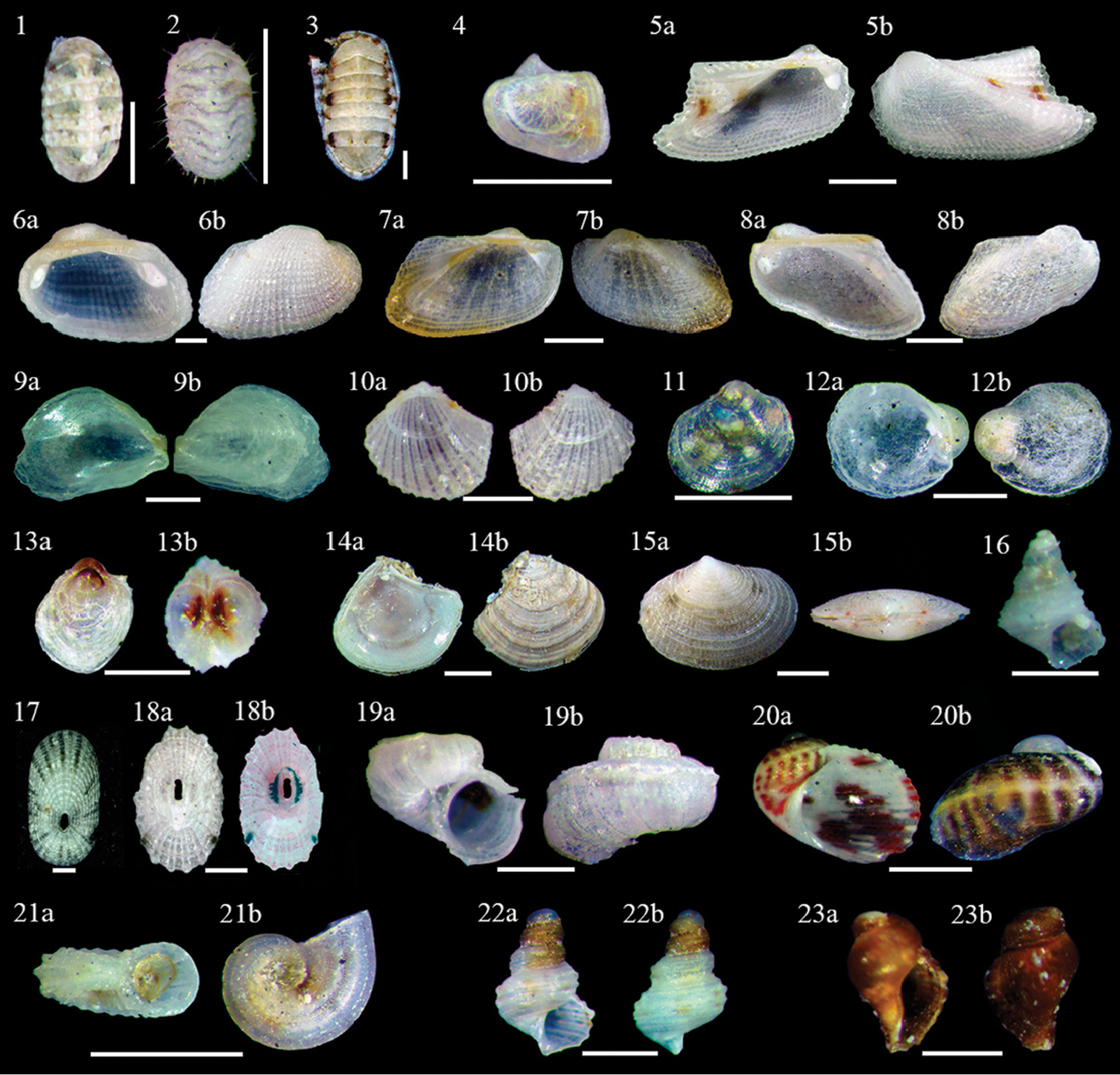
多板類（1-3）、二枚貝（4-15）と巻貝（16-23）の貝殻

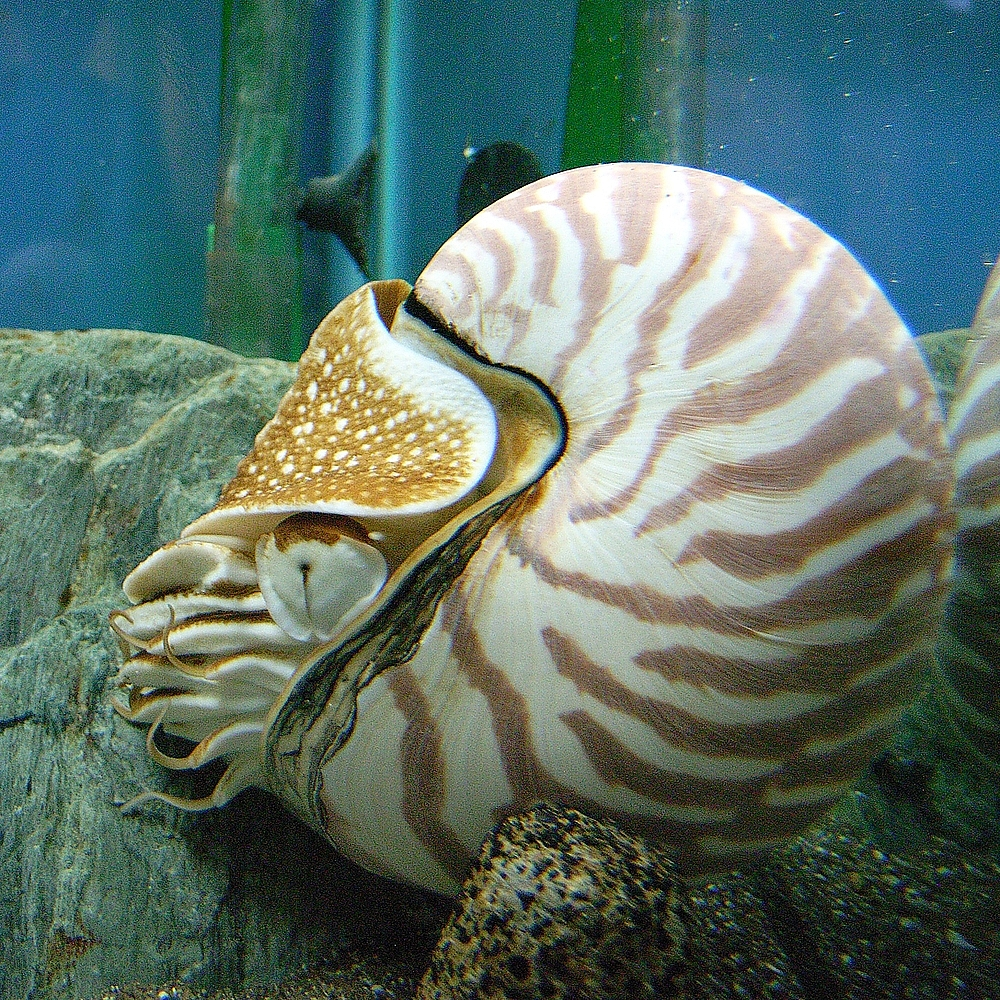
オウムガイ
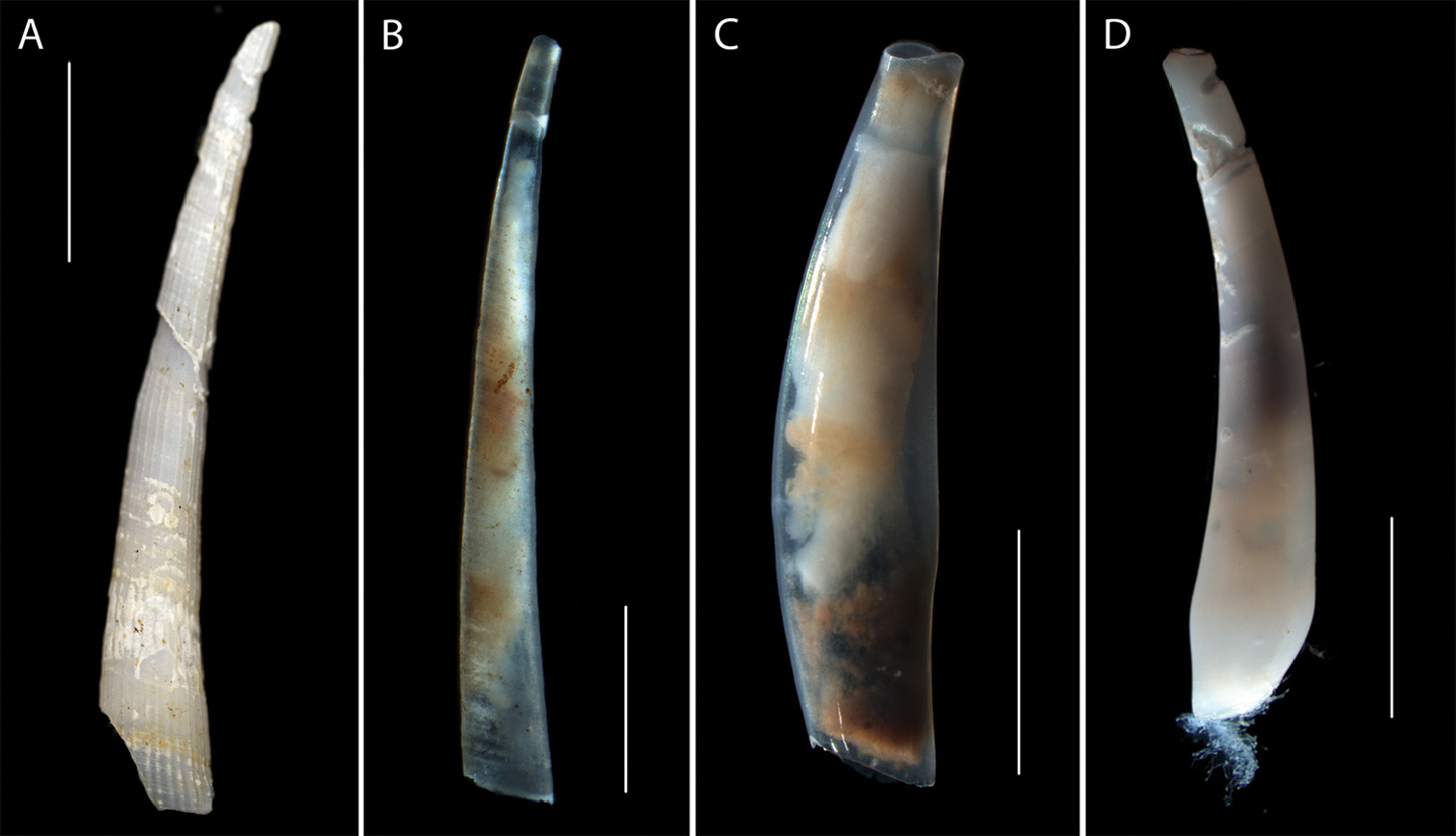
ツノガイ

軟体動物の外骨格は貝殻（shell, または単に「貝」）といい、特にそれをもつ種類は一般に貝類と呼ぶ。貝殻は単板類・掘足類（ツノガイ）・多板類（ヒザラガイ）の構成種全般、ほとんどの二枚貝類、多くの腹足類（巻貝）、およびごく一部の頭足類（アンモナイト、オウムガイなど）に見られる。石灰質で、炭酸カルシウムを主成分とする。

## 腕足動物の外骨格

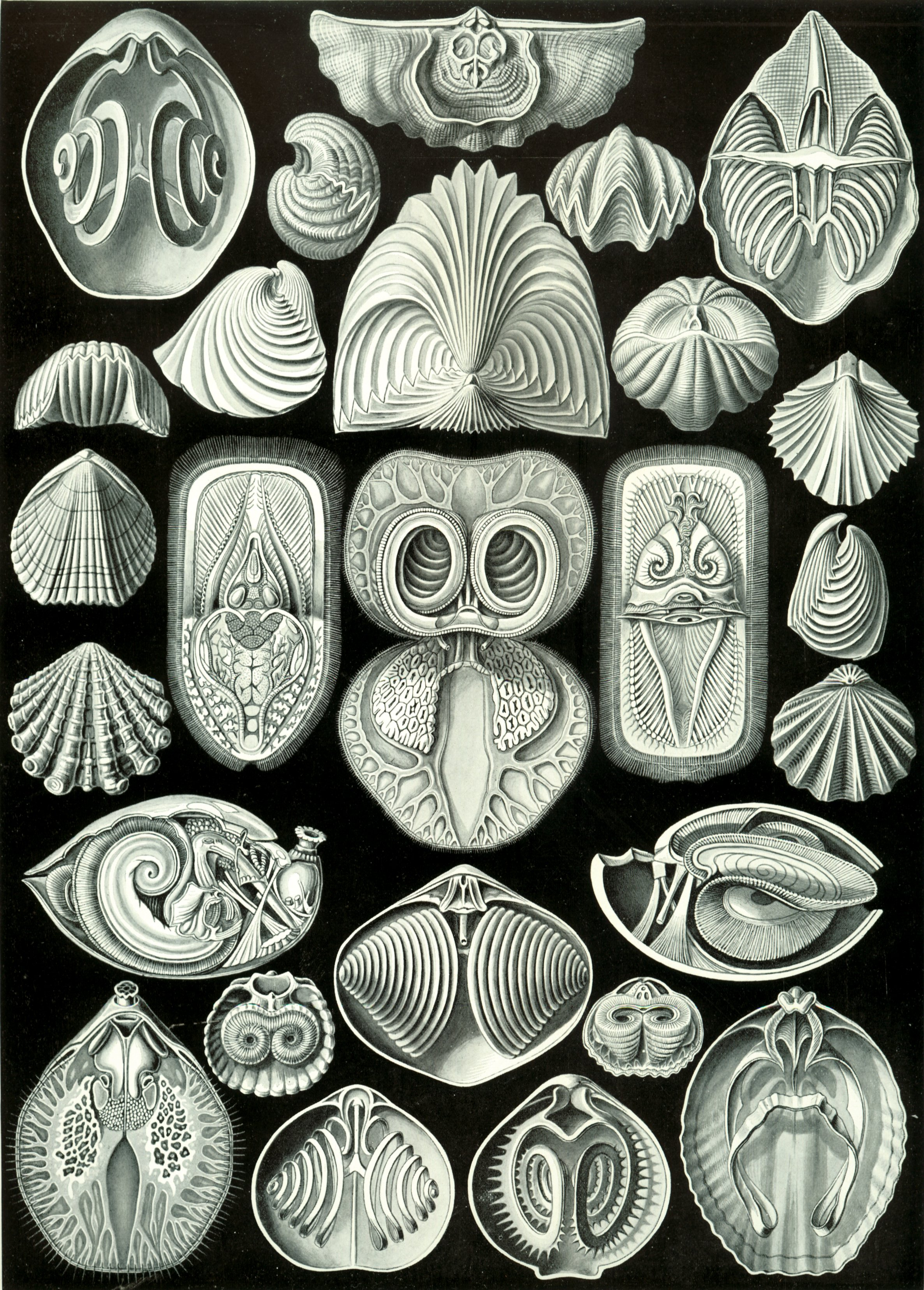
様々な腕足動物

腕足動物の外部形態。上下2枚の殻を示す。
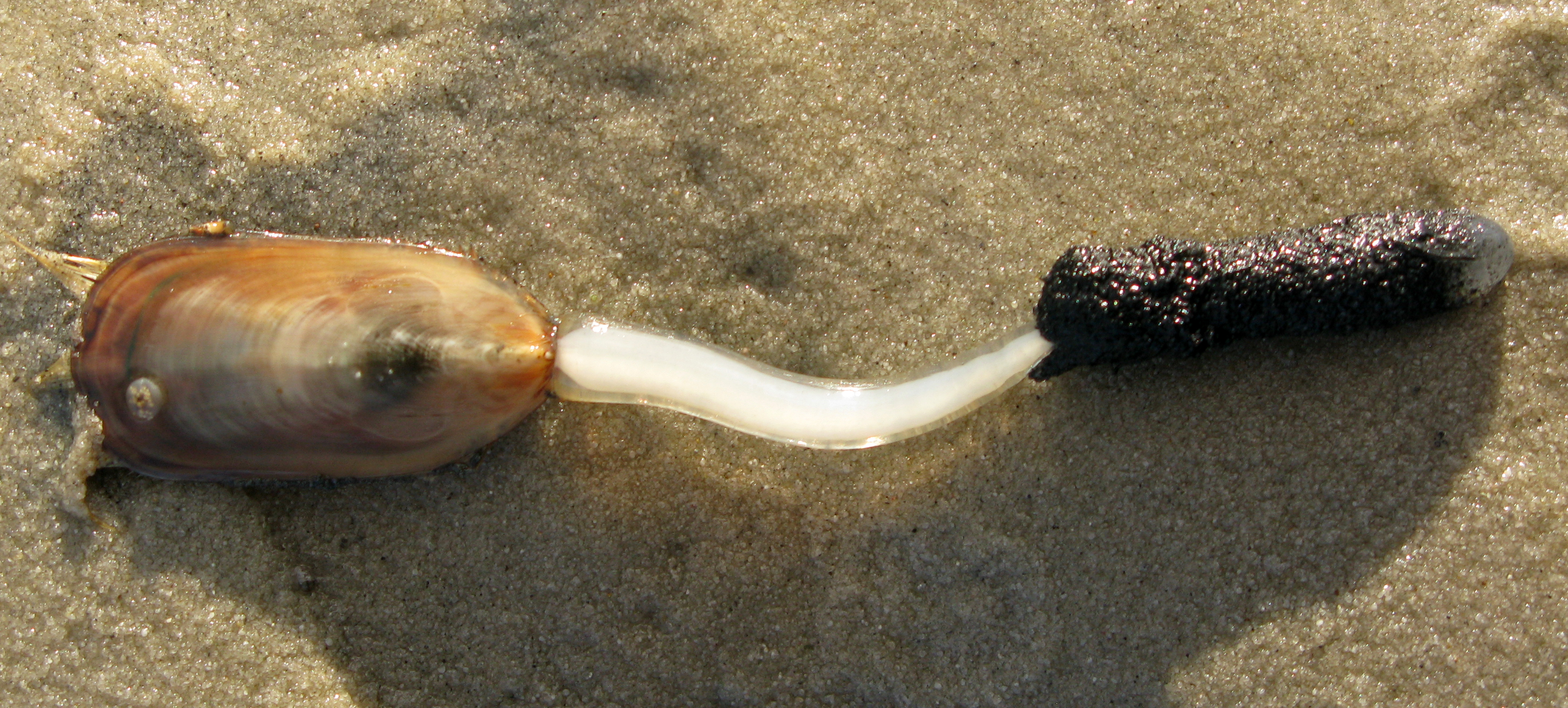
シャミセンガイ

腕足動物の体は2枚の殻状の外骨格を上下に覆われ、種類によりリン酸カルシウム・炭酸カルシウム・キチンのいずれかを主成分とする。一見して軟体動物の二枚貝に似て、シャミセンガイやチョウチンガイなど「貝」の名が付く種類もあるが、軟体動物の貝類とは別の分類群である。

## 人間とのかかわり

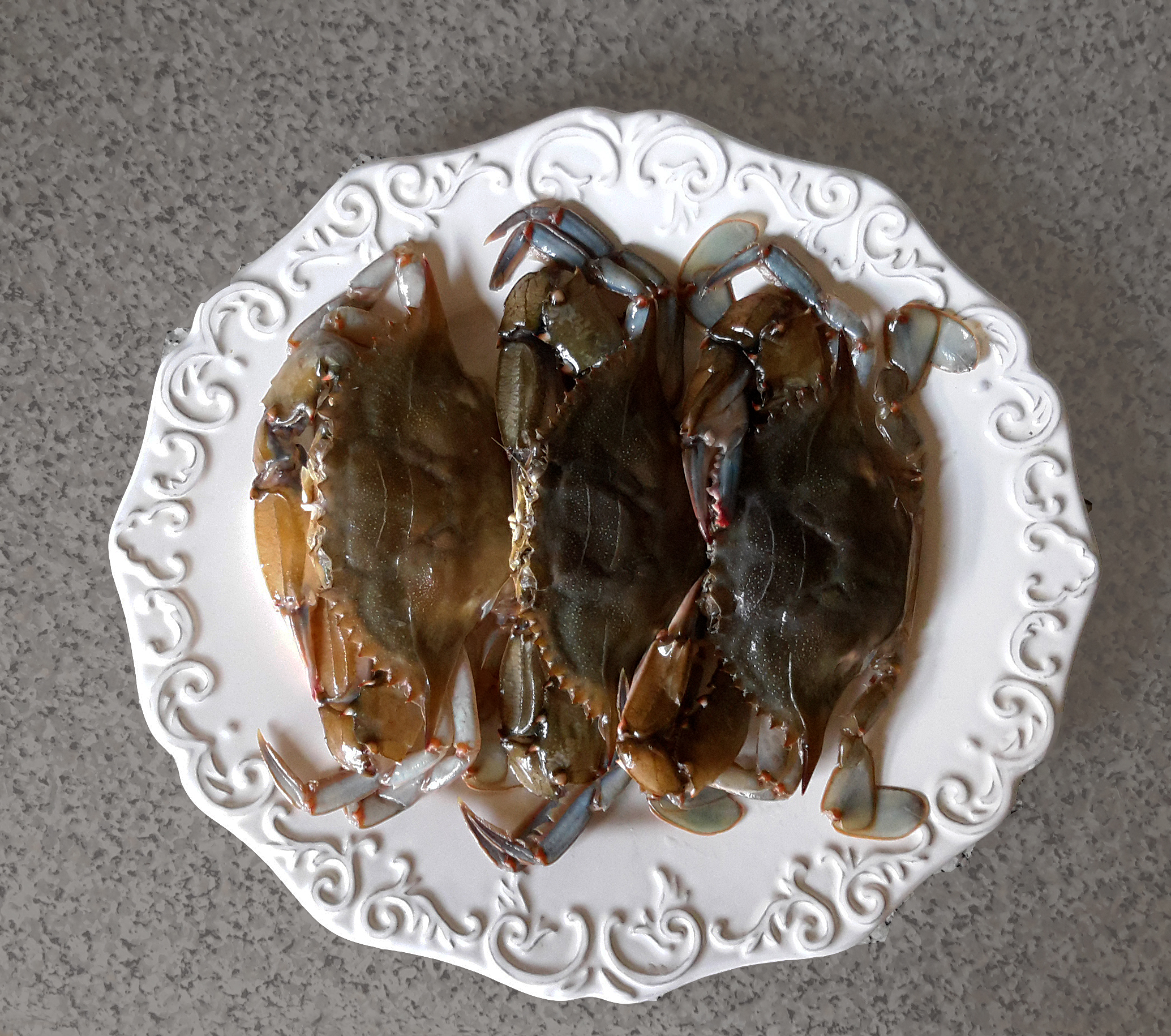
ソフトシェルクラブ

食用甲殻類や貝類など、外骨格をもつ動物の中で食用種はあるが、外骨格自体は往々にして硬いため、料理とされても可食部は原則として内部の肉のみで、外骨格は食べられない。しかし、外骨格が生来脆いかあるいは脱皮したてで柔らかい場合には、外骨格に覆われるまま丸ごと食べられる場合もある（脱皮したてのカニを唐揚げなどにしたソフトシェルクラブなど）。
外骨格に類する人工物として、外部に骨格に相当する枠組みを持ち、体の外部に着用して筋力を補助する装置がある。これは単に「外骨格」ともいい、特に動力を入っているパワードスーツ（powered suit）は「強化外骨格」（powered exoskeleton）とも呼ばれている。これはサイエンス・フィクションなどで幾つかのアイデアが示されているが、現実世界においても医療・工業・軍用などの分野での実用性に向けて開発が進められる。
一部の甲殻類、例えばシャコの一部の外骨格は頑丈かつ軽量のため、それを構成する特殊な構造からインスピレーションを受けて、丈夫さと軽さを兼ね備えた新素材の開発に繋がることが期待される。